# Rumba flamenca
La rumba flamenca es un palo flamenco que es movedizo y que tiene un toque flamenco en las interpretaciones que, partiendo de ella, no son propias de ese campo.
Se suelen emplear voces tanto masculinas como femeninas, aunque se dan también las ejecuciones instrumentales.
Este estilo de Cante de Ida y Vuelta, como su nombre lo indica, se originó a partir de la mezcla del flamenco con la guaracha y rumba cubanas, en España se hizo conocida en teatros y espectáculos de variedades, de donde la adoptarían los intérpretes flamencos. 
Los instrumentos principales en la rumba flamenca son las palmas, la guitarra flamenca y las castañuelas. La rumba catalana es un derivado en el cual se añade una instrumentación más afrocubana.
Algunos artistas conocidos que utilizan este género, mezclado con sonidos pop, son Ricardo Gabarre (Junco), Juan Antonio Jiménez Muñoz (Jeros), Melendi, Melody, Paco de Lucía, Bambino, Ramón de Algeciras, Los Chunguitos, Los Chichos, Los Calis, El Fary, Alazán, Ketama con Antonio Carmona, Rosa Morena, Perlita de Huelva, Las Grecas, Los Amaya, Manzanita, Bambino, Rumba Tres, Los Manolos, Ojos de Brujo, Azúcar Moreno, Carmen Sevilla, Rosario Flores, Lolita Flores, Antonio Flores o Los del Río. 
Baluartes de la rumba catalana son Antonio González Batista "El Pescaílla", Peret, Estopa y el Gato Pérez.